# Steen Søndergaard Jensen
Steen Søndergaard Jensen (født 25. juli 1937 i København) er en pensioneret dansk officer.
Steen Søndergaard Jensen gennemgik fra 1960 til 1973 uddannelsen på Hærens Officersskole og gjorde i de følgende år tjeneste i ind- og udland - blandt andet Sønderjyske Artilleriregiment, i Forsvarsministeriet, ved den danske NATO-delegation, Nørrejyske Artilleriregiment og på Forsvarsakademiet. Fra 1984 til 1986 var Jensen, udnævnt til major, Forsvarets repræsentant i formandskabet i Det Sikkerheds- og Nedrustningspolitiske Udvalg.
Efter tre år som stabschef ved 1. Sjællandske Brigade blev han oberst i 1989 og forsvarsattaché ved de danske ambassader i Bonn og Haag.
Han endte i 1997 sin 37 år lange karriere i det danske forsvar på posten som stabschef i Hjemmeværnet. De næstfølgende to år var han specialkonsulent i Atlantsammenslutningen og derpå generalsekretær og siden seniorkonsulent i Folk & Forsvar samt 1998-2001 præsident for De danske Feltartilleriforeninger.
Steen Søndergaard Jensen var fra 2000 til 2010 formand for bestyrelsen i Samrådets Boligselskab og fra 2004 til 2010 tillige formand for bestyrelsen for Dronning Louise Stiftelse.

## Dekorationer
- Kommandør af Dannebrogordenen (4. oktober 1994)
- Hæderstegnet for god tjeneste ved Hæren
- Hjemmeværnets Fortjensttegn
- Forbund til Legemsopdragelse
- Forbundsrepublikken Tysklands Fortjenstorden
- Hjemmeværnets Fortjenstmedalje
- Hjemmeværnets Medalje (Sverige, guld)
- Hjemmeværnets Medalje (Sverige, sølv)
- Reserveofficersforbundets mindekors for marchdeltagelse